# WNBA
L'Associació Nacional Femenina de Bàsquet (en anglès Women's National Basketball Association o WNBA) és una organització que regula la lliga de basquetbol per a dones als Estats Units. Va ser fundada el 1996 i la lliga va començar el 1997. La temporada de la WNBA és de maig a agost (és a dir, l'estiu boreal).

## Història

Localització dels equips

La idea de crear una lliga professional femenina de bàsquet es venia gestant feia temps. Fou el 24 d'abril del 1996 que l'NBA aprovà la creació de la WNBA. No ha estat la primera lliga de bàsquet femenina americana, anteriorment existí la WBL, però sí la primera que ha comptat amb el ple suport de l'NBA. Les primeres temporades competí amb l'ABL, una altra lliga professional femenina.
El primer partit de la competició fou disputat el 21 de juny de 1997 entre els clubs New York Liberty i Los Angeles Sparks, al Great Western Forum de Los Angeles. La jugadora dels Sparks Penny Toler anotà la primera cistella de la competició. Els New York Liberty guanyaren aquell primer partit per 67-57.
Els primers campions foren els Houston Comets, amb jugadores com Cynthia Cooper, derrotant a la final a New York Liberty per 65-51. El 14 de juny de 1999 es disputà el primer WNBA All-Star Game. L'Oest derrotà l'Est per 79-61.

## Història de les franquícies
Les franquícies que foren escollides pel primer campionat, el 1997 foren:
- Charlotte Sting
- Cleveland Rockers (desaparegut el 2003)
- Houston Comets
- Los Angeles Sparks
- Sacramento Monarchs
- New York Liberty
- Phoenix Mercury
- Utah Starzz (traslladat el 2002)

L'octubre de 1997 la WNBA anuncià dues noves franquícies pel proper any (1998): Detroit Shock i Washington Mystics
L'abril de 1997 la WNBA anuncià dues noves franquícies pel proper campionat (1999): Orlando Miracle (traslladat el 2002) i Minnesota Lynx
El juny de 1999 la WNBA anuncià quatre noves franquícies pel proper any (2000):
- Indiana Fever
- Miami Sol (desaparegut el 2002)
- Portland Fire (desaparegut el 2002)
- Seattle Storm

El desembre de 2002 la franquícia Utah Starzz es trasllada a San Antonio, Texas com a San Antonio Stars
El gener de 2003 la franquícia Orlando Miracle es trasllada a Connecticut com a Connecticut Sun
El febrer de 2005 la WNBA anuncià una nova franquícia pel proper any (2006): Chicago Sky
El novembre de 2007 la WNBA anuncià una nova franquícia pel proper any (2008): Atlanta Dream
Tulsa Shock es va desplaçar a Dallas com a Dallas Wings el 2016 i el desembre de 2017 la franquícia San Antonio Stars es trasllada a Las Vegas com a Las Vegas Aces.

## Franquícies

### Conferència Est
| Equip              | Colors                     | Pavelló                 | Fundació |
| ------------------ | -------------------------- | ----------------------- | -------- |
| Atlanta Dream      | Blau cel, Vermell, Blanc   | Philips Arena           | 2008     |
| Chicago Sky        | Blau clar, Groc            | UIC Pavilion            | 2006     |
| Connecticut Sun    | Blau marí, Vermell, Daurat | Mohegan Sun Arena       | 1999     |
| Indiana Fever      | Blau marí, Daurat, Gris    | Bankers Life Fieldhouse | 2000     |
| New York Liberty   | Blau, Taronja, Verd        | Madison Square Garden   | 1997     |
| Washington Mystics | Blau, Negre, Bronze        | Verizon Center          | 1998     |

### Conferència Oest
| Equip              | Colors                       | Pavelló                    | Fundació |
| ------------------ | ---------------------------- | -------------------------- | -------- |
| Dallas Wings       | Blau, Llima, Blanc           | College Park Center        | 1998     |
| Los Angeles Sparks | Púrpura, Daurat              | Staples Center             | 1997     |
| Minnesota Lynx     | Verd, Blau, Plata            | Target Center              | 1999     |
| Phoenix Mercury    | Vermell, Púrpura, Chartreuse | Talking Stick Resort Arena | 1997     |
| San Antonio Stars  | Vermell, Negre, Or, Plata    | Michelob Ultra Arena       | 1997     |
| Seattle Storm      | Verd, Vermell, Daurat        | KeyArena                   | 2000     |

### Desplaçats
- Detroit Shock desplaçat a Tulsa el 2009
- Orlando Miracle desplaçat a Uncasville, (Connecticut) el 2002
- Utah Starzz desplaçat a San Antonio el 2002
- Tulsa Shock desplaçat a Dallas el 2016
- San Antonio Stars desplaçat a Las Vegas en 2018[1]

### Desapareguts
- Sacramento Monarchs desaparegut el 2009
- Houston Comets desaparegut el 2008.
- Charlotte Sting desaparegut el 2006.
- Cleveland Rockers desaparegut el 2003.
- Miami Sol desaparegut el 2002.
- Portland Fire desaparegut el 2002.

## Palmarès
| Equip                 | Títols | Subtítols | Anys campionats        | Anys subcampionats     |
| --------------------- | ------ | --------- | ---------------------- | ---------------------- |
| Minnesota Lynx        | 4      | 2         | 2011, 2013, 2015       | 2012, 2016             |
| Houston Comets D      | 4      | -         | 1997, 1998, 1999, 2000 | -                      |
| Seattle Storm         | 4      | -         | 2004, 2010, 2018, 2020 | -                      |
| Los Angeles Sparks    | 3      | 2         | 2001, 2002, 2015       | 2003, 2017             |
| Detroit Shock T       | 3      | 1         | 2003, 2006, 2008       | 2007                   |
| Phoenix Mercury       | 3      | 2         | 2007, 2009, 2014, 2017 | 1998, 2021             |
| Sacramento Monarchs D | 1      | 1         | 2005                   | 2006                   |
| Indiana Fever         | 1      | 2         | 2012                   | 2009, 2015             |
| Washington Mystics    | 1      | 1         | 2018                   | 2019                   |
| New York Liberty      | -      | 4         | -                      | 1997, 1999, 2000, 2002 |
| Atlanta Dream         | -      | 3         | -                      | 2010, 2011, 2013       |
| Connecticut Sun       | -      | 3         | -                      | 2004, 2005, 2019       |
| Charlotte Sting D     | -      | 1         | -                      | 2001                   |
| San Antonio Stars D   | -      | 1         | -                      | 2008                   |
| Chicago Sky           | 1      | 1         | 2021                   | 2014                   |
| Las Vegas Aces        | -      | 1         | -                      | 2020                   |

D - Equips desapareguts 
 T - Equips traslladats de ciutat

## Presidents WNBA
- Val Ackerman: 1997-2005
- Donna Orender: 2005-2010
- Laurel J. Richie: 2011-2015
- Lisa Borders: 2016-present